# جولیوس شافر
جولیوس شافر (انگلیسی: Julius Schaefer؛ زادهٔ) دوچرخه‌سوار اهل ایالات متحده آمریکا است. وی در بازی‌های المپیک تابستانی ۱۹۰۴ شرکت کرده است.